# Andrea Dovizioso
Andrea Dovizioso, né le 23 mars 1986 à Forlimpopoli (dans la province de Forlì-Cesena, en Émilie-Romagne), est un pilote de vitesse moto italien.

## Biographie

### Débuts
Sa passion pour la moto a commencé la première fois qu'il a vu son père courir en motocross le week-end. À tout juste 4 ans, son père lui fit la surprise de lui offrir une minimoto et, à l'âge de sept ans, Andrea faisait déjà des courses sur asphalte et sur terre. Deux titres de course sur route mini en 1997 et 1998 lui donnèrent sa première expérience de victoire en championnat.

### Championnat du monde125cm3
En 2002, Andrea Dovizioso entame sa première saison complète en championnat du monde au guidon de la Honda 125 de l'écurie Humangest et finit à la 16e place. En 2003, il signe quatre podiums dont deux deuxièmes places, et termine cinquième du championnat. L'année suivante, l'Italien porteur du no 34 remporte son premier Grand Prix et enchaînera ensuite les victoires : cinq au total, et pas moins de onze podiums sur quatorze courses. Il est sacré à 18 ans Champion du monde 125 devant des pilotes comme Jorge Lorenzo ou encore Casey Stoner. Il décide alors de passer à la catégorie supérieure, sans pour autant changer d'écurie.

### Championnat du monde250cm3
En 2005, le no 34 se lance en catégorie 250 cm3 et signe son premier podium au Grand Prix du Portugal. Il termine troisième du classement général, derrière Daniel Pedrosa et Randy De Puniet, qui monteront l'année suivante en catégorie MotoGP. En 2007, alors que tout le monde s'attendait à ce qu'il passe en catégorie reine (Honda garantit à Andrea Dovizioso un guidon pour 2008), il continue en 1/4 de litre comme en 2006 où il se bat pour le titre. Mais c'est sans compter sur un Jorge Lorenzo extrêmement teigneux et une Aprilia plus performante que sa RSW de l'écurie Humangest, au niveau de l'accélération et de la vitesse de pointe. Il marque quand même les esprits en remportant à la force des bras et du mental un Grand Prix de Turquie 2007 absolument fabuleux. Il termine à nouveau vice-Champion du Monde derrière son adversaire espagnol : il a signé quatre victoires et vingt-et-un podiums en deux ans.

### Championnat du Monde MotoGP

#### Pilote Honda (2008 - 2011)
En 2008, à l'âge de 21 ans, Andrea Dovizioso monte comme prévu en catégorie supérieure, toujours sur Honda, avec une écurie qui change pour l'occasion : JIR Team Scot, né de la collaboration entre JIR et l'écurie Scot Kopron, remplace l'écurie JiR Konica Minolta. Cette année, il court avec des pneus Michelin (les 125 et 250 cm3 sont en Dunlop) et sans le no 34, retiré par la Fédération Internationale de Motocyclisme pour avoir été le numéro de Kevin Schwantz, champion du monde 1993. La RC212V de l'Italien sera donc désormais porteuse du no 4. En plus de Jorge Lorenzo et Alex De Angelis, il doit désormais courir contre d'anciens adversaires qu'il a déjà rencontrés par le passé comme Daniel Pedrosa, Randy de Puniet, Sylvain Guintoli, Anthony West ou encore Casey Stoner, titré Champion du Monde MotoGP 2007, mais aussi Toni Elias, Marco Melandri, Nicky Hayden, Marco Simoncelli et le septuple champion du monde Valentino Rossi.
Le podium de fin de saison d'Andrea Dovizioso et sa cinquième place au classement général, juste derrière son éternel rival Jorge Lorenzo, en disent long sur la saison que vient de faire le « dragon vert »... Pas moins de quatre 4e places et quatre 5e places viennent auréoler le pilote et le JIR Team Scot, écurie privée faut-il le rappeler. Et c'est le travail acharné du jeune Italien durant ces trois dernières saisons qui a été récompensée par le Honda Racing Corporation : rien de moins qu'une place aux côtés de Daniel Pedrosa dans l'écurie officielle Repsol Honda, avec une machine d'usine ; il remplace donc Nicky Hayden, le Champion du Monde MotoGP 2006, qui rejoint quant à lui l'écurie officielle Ducati (remplaçant de la même manière Marco Melandri en partance pour les verts). Le no 4 fait désormais partie des prétendants au titre.
La saison 2009 n'aura pas porté chance à l'Italien, décevant, qui a chuté quatre fois, contre une seule fois en 2008 sur perte de l'avant sur le très technique circuit portugais d'Estoril, et ce alors qu'il suivait le trio infernal Valentino Rossi/Jorge Lorenzo/Casey Stoner. À la suite de sa surprenante victoire en Angleterre, et alors qu'il était sous pression à la suite de trois abandons coup sur coup, le no 4 a convaincu le HRC qu'il pouvait jouer la victoire : il est reconduit pour 2010, mais il devra retrouver sa régularité, être plus performant et se battre pour le championnat. Son coéquipier reste Daniel Pedrosa.

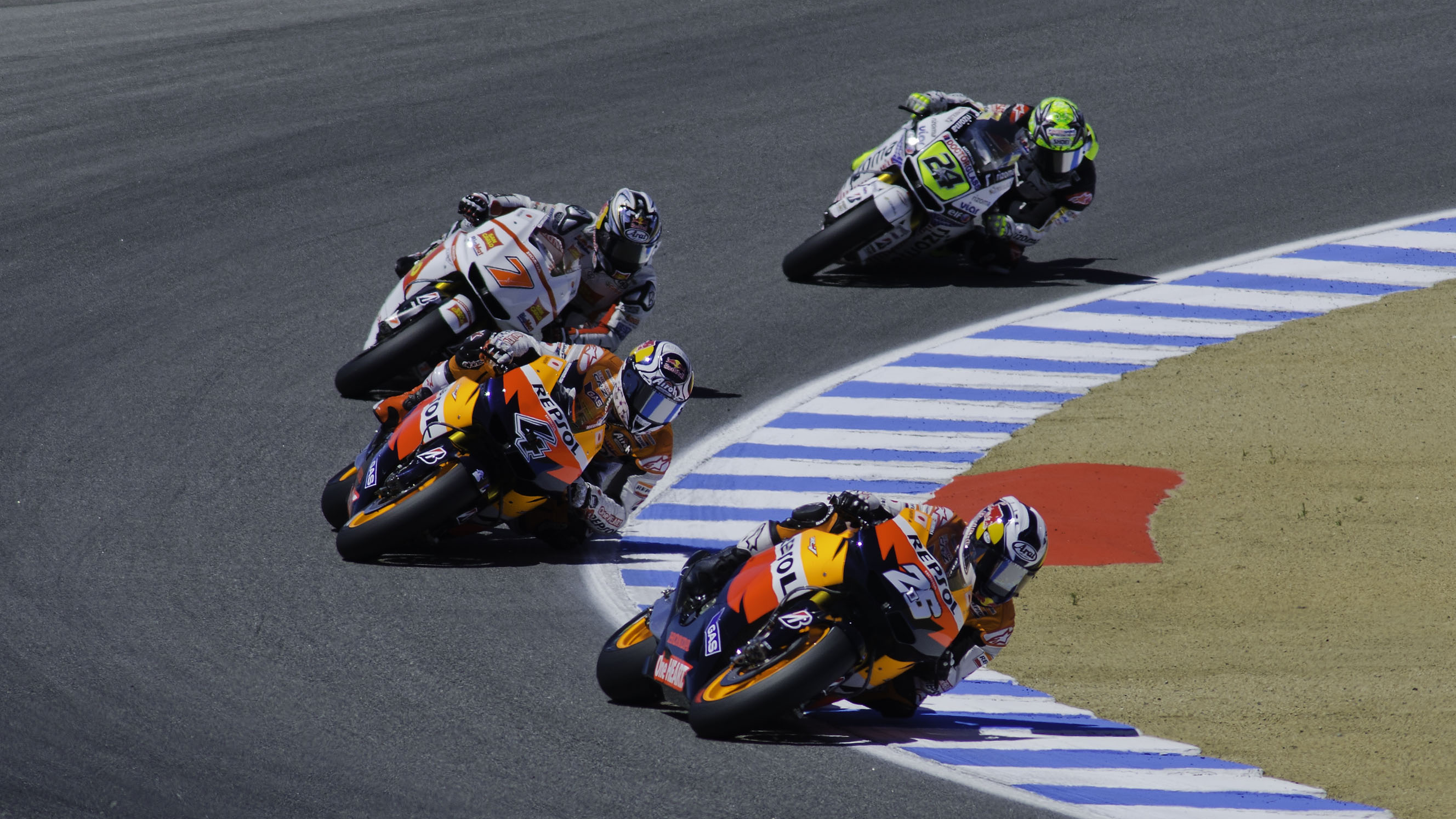
Andrea Dovizioso en bagarre avec Dani Pedrosa, Hiroshi Aoyama et Toni Elias à Laguna Seca en 2011.

La saison 2010 se déroule dans cette lignée, sans qu'Andrea Dovizioos n'enregistre de progrès notable. Il signe une pole position et sept podiums, mais ne retrouve pas le chemin de la victoire et termine le championnat au cinquième rang. Il ne conserve son poste au sein de l'équipe officielle Honda qu'en faisant appel à la justice pour faire prévaloir une clause de son contrat, alors que Honda se prépare à accueillir Casey Stoner qu'elle veut associer à Daniel Pedrosa. Les trois hommes forment une équipe inhabituelle en 2011, qui rappelle le trio Mick Doohan / Alex Criville / Shinichi Itoh aligné par Repsol Honda en 1995. Andrea Dovizioso défend sa place en se maintenant longtemps au troisième rang du championnat, alors que Stoner en prend la tête et que Pedrosa perd gros sur une blessure. L'Italien ne parvient toutefois pas à s'imposer malgré cinq podiums signés au Mans, à Silverstone, à Assen, au Mugello et à Brno. Alors que le HRC a quatre pilotes officiels, Dovizioso se bat généralement contre Marco Simoncelli alors que Casey Stoner et Dani Pedrosa apparaissent un cran au-dessus.

#### Pilote Yamaha (2012)
Le 10 octobre, à trois Grands Prix de la fin de la saison, Andrea Dovizioso annonce son passage chez Yamaha après avoir couru pendant dix ans pour Honda. Il rejoindra en 2012 l'équipe Tech 3 avec un contrat d'un an, espérant intégrer l'équipe officielle d'Iwata en 2013. Il aura Cal Crutchlow comme coéquipier, qui avait signé un contrat de deux ans avec Tech 3. Lors des deux premiers GP de la saison (au Qatar et à Jerez), les deux pilotes Tech 3, Andrea Dovizioso et Cal Crutchlow, se montrent très performants et ils se battent aux avants postes (Dovizioso finit les deux courses 5e), distançant largement le pilote Yamaha officiel Ben Spies. Néanmoins, le pilote britannique (Cal Crutchlow) se montre meilleur que Dovizioso et finit les deux GP devant lui La tendance s'inverse rapidement puisque Dovizioso signe 3 podiums en Catalogne, Aux Pays-Bas et en Allemagne (3e à chaque fois) et dépasse son équipier, qui n'a pas encore fini dans le top 3 d’un GP, au championnat. Dovi prouve, lors de la fin de la saison être un pilote d'exception sur une Yamaha M1 très performante. Néanmoins, le pilote annonce qu'il ne reconduira pas son contrat avec l'écurie française Tech3 étant donné qu'il signe avec l'écurie officielle Ducati pour la saison 2013. Lors du Grand Prix moto de Saint-Marin 2012, sur le Misano World Circuit Marco Simoncelli; le numéro 4 semble en difficulté, cependant il entamera une belle remontée qui lui permettra de finir 4e, derrière l'espagnol Alvaro Bautista pour 0,003 secondes, et devant le stupéfiant Stefan Bradl.

#### Pilote Ducati (Depuis 2013)
Andrea signe chez Ducati pour deux ans à la suite de la signature de Valentino Rossi dans le Team Yamaha Factory. Après une saison d'adaptation à la Ducati en 2013, qui le verra tout de même faire une 4e place au Grand Prix de France et une 5e place à domicile au Mugello et finir à la 8e du classement général, il fait une solide saison en 2014, obtenant deux podiums et trois 4e place, lui permettant d'atteindre une très encourageante 5e place du classement général à la suite de plusieurs podiums.

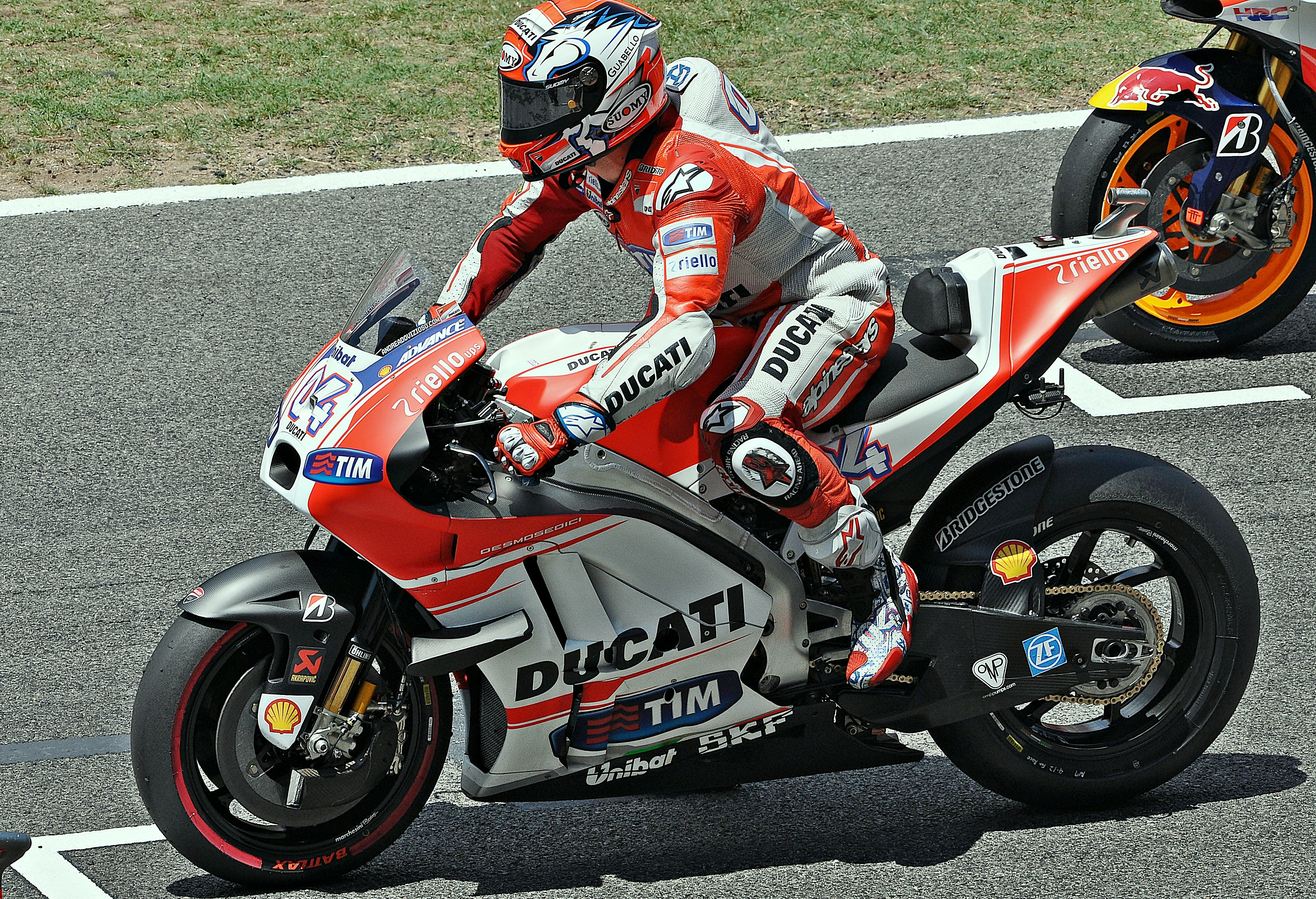
Andrea Dovizioso au départ du Grand Prix de Catalogne 2015

L'officialisation de l'arrivée en octobre 2013 de Gigi Dall'Igna, ex-responsable de la gestion sportive d'Aprilia Racing, en tant que nouveau directeur général de Ducati Corse, apporte un nouveau souffle pour Ducati. Après une saison 2014 de collecte de données en plus de résultats positifs, une nouvelle ère technique pleine de promesse arrive avec la présentation de la GP15. Plus ramassée, plus agile et dotée d'un moteur toujours aussi performant, la GP15 permet à Andrea d'aligner trois 2e place pour les trois premières épreuves du championnat et d'être deuxième au classement général. À partir du Grand Prix de France, où il obtient déjà un 4e podium, les problèmes s'enchainent, les chutes et abandons s'accumulent et Andrea, hormis un podium au Grand Prix de Grande-Bretagne dans des conditions de course particulière, ne fera pas mieux que deux 5e place au Grand Prix Aragon et au Japon. A contrario, son nouveau coéquipier, Andrea Ianonne, ex-pilote Ducati Pramac, est monté en puissance toute l'année pour finir 5e du classement général et prendre ainsi le statut de premier pilote Ducati pour la saison 2016.
La saison 2016 se révélera néanmoins fructueuse pour le pilote italien qui fera preuve d'une grande régularité au cours de la saison en signant deux pole positions, 5 podiums et parvient à renouer avec le succès en obtenant une deuxième victoire en carrière au cours du Grand Prix de Malaisie marqué par une grande lutte avec son coéquipier Andrea Iannone qui finira par chuter, et le multi champion du monde Valentino Rossi. Il achève cette saison 2016 au 5e rang, soit deux places de plus par rapport à 2015.
2017 démarre sur les chapeaux de roues pour le pilote de Forlimpopoli avec une lutte dantesque pour la victoire au Grand Prix du Qatar face à Maverik Vinales où les 2 pilotes s'échangeront leurs positions plusieurs fois avant que le pilote espagnol ne prenne l'avantage sur Dovi en fin de course. Ce dernier achève sa course à la 2e place.
Malgré une chute en Argentine, Andrea parvient à faire preuve d'une grande régularité lors des courses suivantes en enchaînant 3 courses dans le Top 6 et surtout en enchaînant un doublé victorieux avec une victoire à domicile au Mugello et une victoire en Catalogne, ce qui n'était plus arrivé à un pilote Ducati depuis le doublé victorieux Aragon-Japon réalisé par Casey Stoner en 2010. Il achève les 3 Grands Prix suivants en 5e, 8e et 6e position.
Au Grand Prix d'Autriche 2017, s'élançant depuis la deuxième place de la grille derrière le poleman Marc Marquez, il se fait d'abord dépasser par son équipier Jorge Lorenzo, ayant pris un très bon départ, et se fait dépasser par Marquez. Au neuvième tour, Dovi profite d'une erreur de Lorenzo, ayant pris le premier virage du circuit trop large, pour récupérer la deuxième position et se rapprocher de la première place récupérée par Marquez. S'ensuit une bataille homérique entre les deux pilotes pour la victoire qui s'échangeront leurs positions plusieurs fois et dont les écarts entre les deux resteront très faibles. Il faut attendre le dernier virage du Grand Prix pour découvrir le nom du vainqueur, en la personne de Dovizioso qui profite d'une erreur du pilote Honda parti trop large dans le dernier secteur pour remporter sa troisième victoire de la saison, la deuxième consécutive pour son équipe sur cette épreuve.
Il signe sa quatrième victoire de la saison au Grand Prix de Grande-Bretagne après avoir dépassé Valentino Rossi dans les derniers tours et résisté au retour de Maverik Vinales dans le dernier tour du Grand Prix; sa cinquième victoire au Grand Prix du Japon et sa sixième victoire au Grand Prix de Malaisie devançant son coéquipier Jorge Lorenzo.
Pour 2018, il signe sa première victoire lors du premier grand prix au Qatar sur le circuit de Losail; et ceci de fort belle manière face à l'inévitable Márquez.
En 2019, il reste dans le team Ducati officiel mais qui devient Mission Winnow Ducati. Il court aux côtés de l'italien Danilo Petrucci, au guidon de la Desmosedici GP19. Le week-end du 7 au 9 juin, il effectue une pige en DTM pour l'écurie Audi Sport Team WRT sur le Misano World Circuit, en remplacement de Pietro Fittipaldi, indisponible.

## Carrière

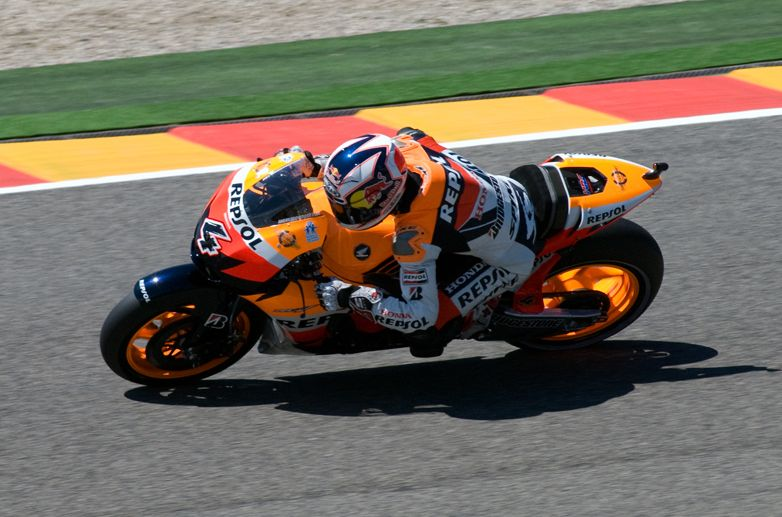
Andrea Dovizioso et sa Honda RCV, mai 2009.

- 2019 - Championnat du Monde MotoGP ( Mission Winnow Ducati) : Vice-champion du Monde - 269 points
- 2018 - Championnat du Monde MotoGP  ( Ducati Team) : Vice-champion du Monde - 245 points
- 2017 - Championnat du Monde MotoGP  ( Ducati Team) : Vice-champion du Monde - 261 points
- 2016 - Championnat du Monde MotoGP  ( Ducati Team) : 5e place du classement général  -  171 points
- 2015 - Championnat du Monde MotoGP  ( Ducati Team) : 7e place du classement général - 162 points
- 2014 - Championnat du Monde MotoGP  ( Ducati Team) : 5e place du classement général  -  187 points
- 2013 - Championnat du Monde MotoGP  ( Ducati Team) : 8e place du classement général  -  140 points
- 2012 - Championnat du Monde MotoGP  ( Monster Yamaha Tech 3) : 4e place du classement général - 218 points
- 2011 - Championnat du Monde MotoGP  ( Repsol Honda Team) : 3e place du classement général  -  228 points
- 2010 - Championnat du Monde MotoGP  ( Repsol Honda Team) : 5e place du classement général  -  206 points
- 2009 - Championnat du Monde MotoGP  ( Repsol Honda Team) : 6e place du classement général  - 160 points
- 2008 - Championnat du Monde MotoGP  ( Honda JIR Team Scot) : 5e place du classement général - 174 points
- 2007 - Championnat du Monde 250 cm3 ( Honda Scot Racing Team) : Vice-champion du Monde - 260 points
- 2006 - Championnat du Monde 250 cm3 ( Honda Scot Racing Team) : Vice-champion du Monde - 272 points
- 2005 - Championnat du Monde 250 cm3 ( Honda Scot Racing Team) : 3e place du classement général - 189 points
- 2004 - Championnat du Monde 125 cm3 ( Honda Scot Racing Team) : Champion du monde - 293 points
- 2003 - Championnat du Monde 125 cm3 ( Honda Scot Racing Team) : 5e place du classement général - 157 points
- 2002 - Championnat du Monde 125 cm3 ( Honda Scot Racing Team) : 16e place du classement général - 42 points
- 2001 - Champion d'Europe 125 (Aprilia), 4e du championnat d'Italie 125 (Aprilia) et début en Championnat du Monde au Grand Prix d'Italie - 0 point
- 2000 - Champion d'Italie 125 Challenge Aprilia et vice-champion d'Italie minimoto
- 1999 - Vice-champion d'Italie minimoto
- 1998 - Champion d'Italie minimoto
- 1997 - Champion d'Italie minimoto
- 1996 - Vice-champion d'Italie minimoto et 3e du championnat d'Italie minicross
- 1995 - 3e du championnat d'Italie minimoto
- 1994 - 5e du championnat d'Italie minimoto

## Statistiques

### Par année
(Mise à jour après le  Grand Prix moto du Portugal 2020)
| Sais  | Cat.    | Moto           | Course | Vict | Pod | Pole | M.tour | Pts  | Class | Titre |
| ----- | ------- | -------------- | ------ | ---- | --- | ---- | ------ | ---- | ----- | ----- |
| 2001  | 125 cm3 | Aprilia RS 125 | 1      | 0    | 1   | 0    | 0      | 0    | -     | -     |
| 2002  | 125 cm3 | Honda RS125R   | 16     | 0    | 0   | 0    | 0      | 42   | 16e   | -     |
| 2003  | 125 cm3 | Honda RS125R   | 16     | 0    | 4   | 1    | 0      | 157  | 5e    | -     |
| 2004  | 125 cm3 | Honda RS125RW  | 16     | 5    | 11  | 8    | 3      | 293  | 1er   | 1     |
| 2005  | 250 cm3 | Honda RS250RW  | 16     | 0    | 5   | 0    | 1      | 189  | 3e    | -     |
| 2006  | 250 cm3 | Honda RS250RW  | 16     | 2    | 11  | 2    | 4      | 272  | 2e    | -     |
| 2007  | 250 cm3 | Honda RS250RW  | 17     | 2    | 10  | 2    | 3      | 260  | 2e    | -     |
| 2008  | MotoGP  | Honda RC212V   | 18     | 0    | 1   | 0    | 0      | 174  | 5e    | -     |
| 2009  | MotoGP  | Honda RC212V   | 18     | 1    | 1   | 0    | 0      | 160  | 6e    | -     |
| 2010  | MotoGP  | Honda RC212V   | 18     | 0    | 7   | 1    | 1      | 206  | 5e    | -     |
| 2011  | MotoGP  | Honda RC212V   | 17     | 0    | 7   | 0    | 1      | 228  | 3e    | -     |
| 2012  | MotoGP  | Yamaha YZR-M1  | 18     | 0    | 6   | 0    | 0      | 218  | 4e    | -     |
| 2013  | MotoGP  | Ducati GP13    | 18     | 0    | 0   | 0    | 0      | 140  | 8e    | -     |
| 2014  | MotoGP  | Ducati GP14    | 18     | 0    | 2   | 1    | 0      | 187  | 5e    | -     |
| 2015  | MotoGP  | Ducati GP15    | 18     | 0    | 5   | 1    | 0      | 162  | 7e    | -     |
| 2016  | MotoGP  | Ducati GP16    | 18     | 1    | 5   | 2    | 1      | 171  | 5e    | -     |
| 2017  | MotoGP  | Ducati GP17    | 18     | 6    | 8   | 0    | 2      | 261  | 2e    | -     |
| 2018  | MotoGP  | Ducati GP18    | 19     | 4    | 9   | 2    | 4      | 245  | 2e    | -     |
| 2019  | MotoGP  | Ducati GP19    | 19     | 2    | 9   | 0    | 1      | 269  | 2e    | -     |
| 2020  | MotoGP  | Ducati GP20    | 14     | 1    | 2   | 0    | 0      | 135  | 4e    | -     |
| Total |         |                | 327    | 24   | 103 | 20   | 22     | 3769 |       |       |

- * Saison en cours

### Par catégorie
(Mise à jour après le  Grand Prix moto du Portugal 2020)
| Cat.    | Année            | 1er GP   | 1er Podium | 1re Victoire | Courses | Victoires | Podiums | Pole | M.tour | Points | Titres |
| ------- | ---------------- | -------- | ---------- | ------------ | ------- | --------- | ------- | ---- | ------ | ------ | ------ |
| 125 cm3 | 2001-2004        | ITA 2001 | RSA 2003   | RSA 2004     | 49      | 5         | 15      | 9    | 3      | 492    | 1      |
| 250 cm3 | 2005-2007        | ESP 2005 | POR 2005   | CAT 2006     | 49      | 4         | 26      | 4    | 8      | 721    | 0      |
| MotoGP  | Depuis 2008      | QAT 2008 | MAL 2008   | GBR 2009     | 229     | 15        | 62      | 7    | 11     | 2556   | 0      |
| Total   | 2001-Aujourd'hui |          |            |              | 327     | 24        | 103     | 20   | 22     | 3769   | 1      |

## Résultats détaillés
| Année | Cat.    | Moto    | 1       | 2       | 3       | 4       | 5       | 6       | 7       | 8       | 9       | 10      | 11      | 12      | 13      | 14      | 15      | 16      | 17      | 18      | 19    | 20  | Classement | Points |
| ----- | ------- | ------- | ------- | ------- | ------- | ------- | ------- | ------- | ------- | ------- | ------- | ------- | ------- | ------- | ------- | ------- | ------- | ------- | ------- | ------- | ----- | --- | ---------- | ------ |
| 2001  | 125 cm3 | Aprilia | JPN     | RSA     | SPA     | FRA     | ITA Ab. | CAT     | NED     | GBR     | GER     | CZE     | POR     | VAL     | PAC     | AUS     | MAL     | RIO     |         |         |       |     | NC         | 0      |
| 2002  | 125 cm3 | Honda   | JPN Ab. | RSA 10  | SPA Ab. | FRA 9   | ITA 12  | CAT Ab. | NED 11  | GBR 9   | GER 13  | CZE 21  | POR Ab. | RIO 13  | PAC Ab. | MAL 15  | AUS 10  | VAL 17  |         |         |       |     | 16e        | 42     |
| 2003  | 125 cm3 | Honda   | JPN 5   | RSA 2   | SPA 9   | FRA 3   | ITA 4   | CAT Ab. | NED 10  | GBR 2   | GER 7   | CZE 6   | POR 8   | RIO 6   | PAC 3   | MAL 13  | AUS Ab. | VAL 8   |         |         |       |     | 5e         | 157    |
| 2004  | 125 cm3 | Honda   | RSA 1   | SPA 4   | FRA 1   | ITA 4   | CAT 2   | NED 4   | RIO 3   | GER 4   | GBR 1   | CZE 2   | POR Ab. | JPN 1   | QAT 2   | MAL 2   | AUS 1   | VAL 2   |         |         |       |     | 1er        | 293    |
| 2005  | 250 cm3 | Honda   | SPA 4   | POR 2   | CHN 2   | FRA 3   | ITA 8   | CAT 3   | NED 7   | GBR 7   | GER 4   | CZE 6   | JPN 6   | MAL Ab. | QAT 3   | AUS 5   | TUR 5   | VAL 9   |         |         |       |     | 3e         | 189    |
| 2006  | 250 cm3 | Honda   | SPA 3   | QAT 2   | TUR 3   | CHN 2   | FRA 2   | ITA 3   | CAT 1   | NED 3   | GBR 6   | GER 4   | CZE 2   | MAL 2   | AUS 4   | JPN 4   | POR 1   | VAL 7   |         |         |       |     | 2e         | 272    |
| 2007  | 250 cm3 | Honda   | QAT 5   | SPA 1   | TUR 3   | CHN 3   | FRA 2   | ITA 4   | CAT 3   | GBR 1   | NED 4   | GER 5   | CZE 2   | RSM Ab. | POR 2   | JPN 2   | AUS 3   | MAL 11  | VAL 4   |         |       |     | 2e         | 260    |
| 2008  | MotoGP  | Honda   | QAT 4   | SPA 8   | POR Ab. | CHN 11  | FRA 6   | ITA 8   | CAT 4   | GBR 5   | NED 5   | GER 5   | USA 4   | CZE 9   | RSM 8   | IND 5   | JPN 9   | AUS 7   | MAL 3   | VAL 4   |       |     | 5e         | 174    |
| 2009  | MotoGP  | Honda   | QAT 5   | JPN 5   | SPA 8   | FRA 4   | ITA 4   | CAT 4   | NED Ab. | USA Ab. | GER Ab. | GBR 1   | CZE 4   | IND 4   | RSM 4   | POR 7   | AUS 6   | MAL Ab. | VAL 8   |         |       |     | 6e         | 160    |
| 2010  | MotoGP  | Honda   | QAT 3   | SPA 6   | FRA 3   | ITA 3   | GBR 2   | NED 5   | CAT 14  | GER 5   | USA 4   | CZE Ab. | IND 5   | RSM 4   | ARA Ab. | JPN 2   | MAL 2   | AUS Ab. | POR 3   | VAL 5   |       |     | 5e         | 206    |
| 2011  | MotoGP  | Honda   | QAT 4   | SPA 12  | POR 4   | FRA 2   | CAT 4   | GBR 2   | NED 3   | ITA 2   | GER 4   | USA 5   | CZE 2   | IND 5   | RSM 5   | ARA Ab. | JPN 5   | AUS 3   | MAL C   | VAL 3   |       |     | 3e         | 228    |
| 2012  | MotoGP  | Yamaha  | QAT 5   | SPA 5   | POR 4   | FRA 7   | CAT 3   | GBR 19  | NED 3   | GER 3   | ITA 3   | USA 4   | IND 3   | CZE 4   | RSM 4   | ARA 3   | JPN 4   | MAL 13  | AUS 4   | VAL 6   |       |     | 4e         | 218    |
| 2013  | MotoGP  | Ducati  | QAT 7   | AME 7   | ESP 8   | FRA 4   | ITA 5   | CAT 7   | P-B 10  | ALL 7   | USA 9   | IND 10  | RTC 7   | GBR Ab. | RSM 8   | ARA 8   | MAL 8   | AUS 9   | JPN 10  | VAL 9   |       |     | 8e         | 140    |
| 2014  | MotoGP  | Ducati  | QAT 5   | AME 3   | ARG 9   | SPA 5   | FRA 8   | ITA 6   | CAT 8   | NED 2   | GER 8   | IND 7   | CZE 6   | GBR 5   | RSM 4   | ARA Ab. | JPN 5   | AUS 4   | MAL 8   | VAL 4   |       |     | 5e         | 187    |
| 2015  | MotoGP  | Ducati  | QAT 2   | AME 2   | ARG 2   | ESP 9   | FRA 3   | ITA Ab. | CAT Ab. | NED 12  | GER Ab. | IND 9   | CZE 6   | GBR 3   | RSM 8   | ARA 5   | JPN 5   | AUS 13  | MAL Ab. | VAL 7   |       |     | 7e         | 162    |
| 2016  | MotoGP  | Ducati  | QAT 2   | ARG 13  | AME Ab. | SPA Ab. | FRA Ab. | ITA 5   | CAT 7   | NED Ab. | GER 3   | AUT 2   | CZE Ab. | GBR 6   | RSM 6   | ARA 11  | JPN 2   | AUS 4   | MAL 1   | VAL 7   |       |     | 5e         | 171    |
| 2017  | MotoGP  | Ducati  | QAT 2   | ARG Ab. | AME 6   | SPA 5   | FRA 4   | ITA 1   | CAT 1   | NED 5   | GER 8   | CZE 6   | AUT 1   | GBR 1   | RSM 3   | ARA 7   | JPN 1   | AUS 13  | MAL 1   | VAL Ab. |       |     | 2e         | 261    |
| 2018  | MotoGP  | Ducati  | QAT 1   | ARG 6   | AME 5   | SPA Ab. | FRA Ab. | ITA 2   | CAT Ab. | NED 4   | GER 7   | CZE 1   | AUT 3   | GBR C   | RSM 1   | ARA 1   | THA 2   | JAP 18  | AUS 3   | MAL 6   | VAL 1 |     | 2e         | 245    |
| 2019  | MotoGP  | Ducati  | QAT 1   | ARG 3   | AME 4   | SPA 4   | FRA 2   | ITA 3   | CAT Ab. | NED 4   | GER 5   | CZE 2   | AUT 1   | GBR Ab. | RSM 6   | ARA 2   | THA 4   | JAP 3   | AUS 7   | MAL 3   | VAL 4 |     | 2e         | 269    |
| 2020  | MotoGP  | Ducati  | SPA 3   | ANC 6   | CZE 11  | AUT 1   | STY 5   | RSM 7   | EMR 8   | CAT Ab. | FRA 4   | ARA 7   | TER 13  | EUR 8   | VAL 8   | POR 6   |         |         |         |         |       |     | 4e         | 135    |
| 2021  | MotoGP  | Yamaha  | QAT     | DOA     | POR     | ESP     | FRA     | ITA     | CAT     | ALL     | NED     | STY     | AUT     | GBR     | ARA     | RSM 21  | AME 13  | EMR 13  | ALG 14  | VAL 12  |       |     | 24e        | 12     |
| 2022  | MotoGP  | Yamaha  | QAT 14  | IND Ab. | ARG 20  | AME 15  | POR 11  | ESP 17  | FRA 16  | ITA 20  | CAT Ab. | GER 14  | NED 16  | GBR 16  | AUT 15  | RSM 12  | ARA     | JAP     | THA     | AUS     | MAL   | VAL | 21e        | 15     |

| Couleur | Résultat                     |
| ------- | ---------------------------- |
| Or      | Vainqueur                    |
| Argent  | 2e place                     |
| Bronze  | 3e place                     |
| Vert    | Terminé, dans les points     |
| Bleu    | Terminé, pas dans les points |
| Violet  | Abandon (Ab.) ou (Ret)       |
| Violet  | Non classé (NC)              |
| Rouge   | Pas qualifié (DNQ)           |
| Noir    | Disqualifié (DSQ)            |
| Blanc   | Pas au départ (DNS)          |
| Blanc   | Forfait (WD)                 |
| Blanc   | N'a pas participé (DNP)      |
| Blanc   | Blessé (INJ)                 |
| Blanc   | Exclu (EX)                   |
| Blanc   | Course annulée (C)           |

Gras - Pole position

Italiques - Meilleur tour en course

## Palmarès

### Victoires en125cm3: 5
| Année | Lieu du Grand Prix                 | Circuit                   | Ville            |
| ----- | ---------------------------------- | ------------------------- | ---------------- |
| 2004  | Grand Prix moto d'Afrique du Sud   | Phakisa Freeway           | Welkom           |
| 2004  | Grand Prix moto de France          | Circuit Bugatti           | Le Mans          |
| 2004  | Grand Prix moto de Grande-Bretagne | Donington Park            | Castle Donington |
| 2004  | Grand Prix moto du Japon           | Circuit de Motegi         | Motegi           |
| 2004  | Grand Prix moto d'Australie        | Circuit de Phillip Island | Phillip Island   |

### Victoires en250cm3: 4
| Année | Lieu du Grand Prix                 | Circuit                    | Ville                |
| ----- | ---------------------------------- | -------------------------- | -------------------- |
| 2006  | Grand Prix moto de Catalogne       | Circuit de Catalogne       | Barcelone            |
| 2006  | Grand Prix moto du Portugal        | Circuit d'Estoril          | Estoril              |
| 2007  | Grand Prix moto d'Espagne          | Circuit permanent de Jerez | Jerez de la Frontera |
| 2007  | Grand Prix moto de Grande-Bretagne | Donington Park             | Castle Donington     |

### Victoires en MotoGP: 15
| Année | Lieu du Grand Prix                    | Circuit                          | Ville            |
| ----- | ------------------------------------- | -------------------------------- | ---------------- |
| 2009  | Grand Prix moto de Grande-Bretagne    | Donington Park                   | Castle Donington |
| 2016  | Grand Prix moto de Malaisie           | Circuit international de Sepang  | Sepang           |
| 2017  | Grand Prix moto d'Italie              | Circuit du Mugello               | Mugello          |
| 2017  | Grand Prix moto de Catalogne          | Circuit de Catalogne             | Barcelone        |
| 2017  | Grand Prix moto d'Autriche            | Circuit de Spielberg             | Spielberg        |
| 2017  | Grand Prix moto de Grande-Bretagne    | Circuit de Silverstone           | Silverstone      |
| 2017  | Grand Prix moto du Japon              | Circuit de Motegi                | Motegi           |
| 2017  | Grand Prix moto de Malaisie           | Circuit international de Sepang  | Sepang           |
| 2018  | Grand Prix moto du Qatar              | Circuit international de Losail  | Doha             |
| 2018  | Grand Prix moto de République tchèque | Circuit de Masaryk               | Brno             |
| 2018  | Grand Prix moto de Saint-Marin        | Circuit Marco Simoncelli         | Misano           |
| 2018  | Grand Prix Moto de Valence            | Circuit de Valence Ricardo Tormo | Valence          |
| 2019  | Grand Prix moto du Qatar              | Circuit international de Losail  | Doha             |
| 2019  | Grand Prix moto d'Autriche            | Circuit de Spielberg             | Spielberg        |
| 2020  | Grand Prix moto d'Autriche            | Circuit de Spielberg             | Spielberg        |